# Музей русского искусства (Нью-Джерси)
Музей русского искусства / MoRA (англ. Museum of Russian Art — MoRA) — музей современного русского искусства, открытый в 1980 году в Паулюс Хук (англ. Paulus Hook, Jersey City), Джерси-Сити (штат Нью-Джерси, США).
Историческое здание из коричневого камня, в котором находится музей, было реконструировано и вновь открыто для посещения в 2010 году.

## История
Музей посвящён русскому искусству и, в частности, нонконформистскому искусству СССР. Был создан в 1980 году как CASE Museum of Contemporary Russian Art (название включало в себя аббревиатуру Комитета по абсорбции советских эмигрантов — Committee for the Absorption of Soviet Emigres).
Особое внимание музея обращено на русское искусство и культуру, в первую очередь — XX и XXI веков: от нонконформистского (неофициального) искусства СССР в период с конца 1950-х до конца 1980-х годов и вплоть до самых последних событий в российской современной художественной и культурной жизни.